# Pristimantis permixtus
Pristimantis permixtus är en groddjursart som först beskrevs av Lynch, Ruiz-Carranza och Ardila-Robayo 1994.  Pristimantis permixtus ingår i släktet Pristimantis och familjen Strabomantidae. IUCN kategoriserar arten globalt som livskraftig. Inga underarter finns listade i Catalogue of Life.